# Vërtop
Vërtop è una frazione del comune di Poliçan in Albania (prefettura di Berat).
Fino alla riforma amministrativa del 2015 era comune autonomo, dopo la riforma è stato accorpato, insieme agli ex-comuni di Poliçan e Tërpan a costituire la municipalità di Poliçan.

## Località
Il comune è formato dall'insieme delle seguenti località:
- Bregas
- Drenova
- Fushë Peshtan
- Kapinova
- Lybesha
- Mbrakull
- Peshtan
- Tomor
- Vërtop
- Vodica
- Zgërbonja